# Frutto

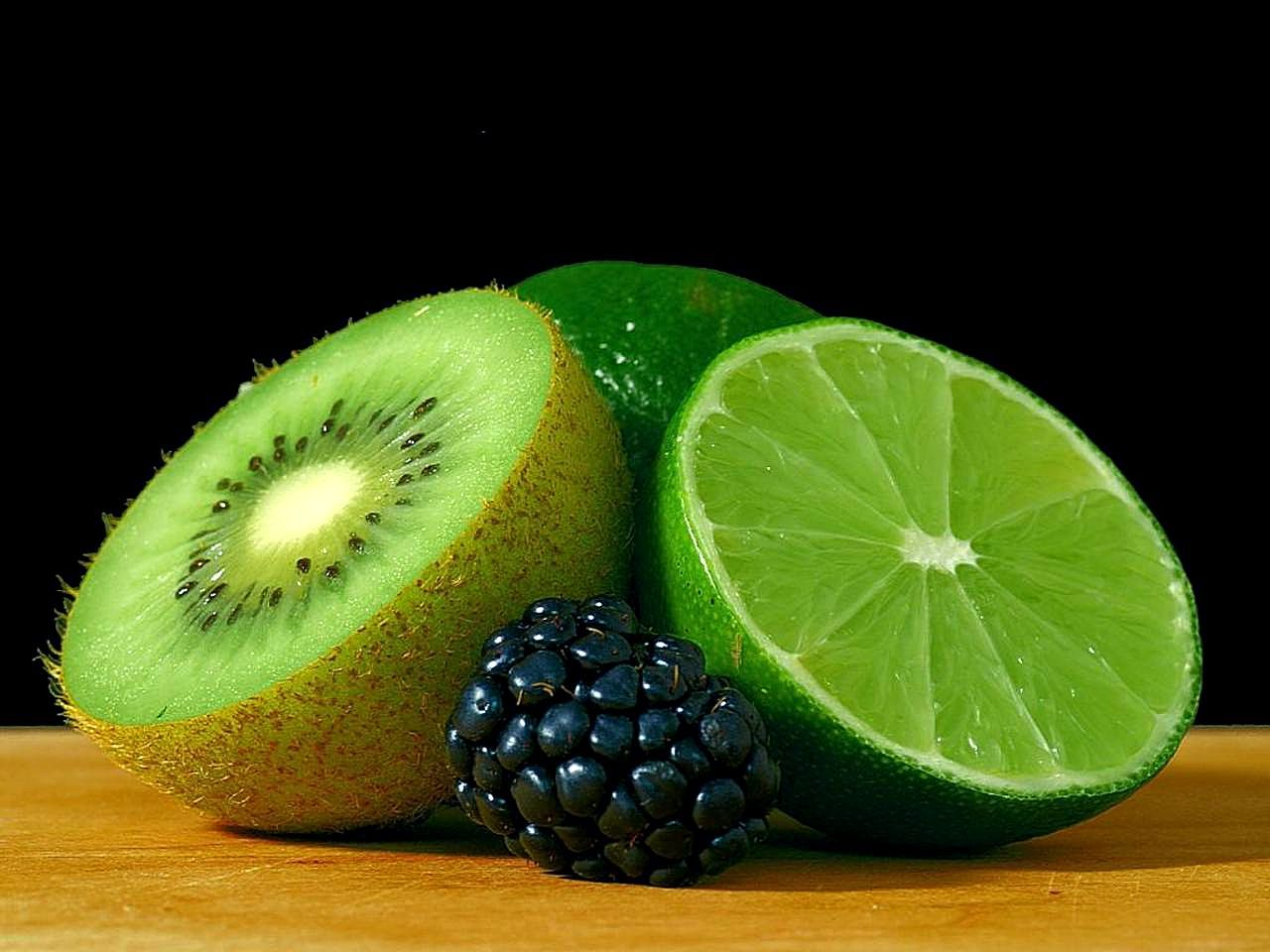
Frutta mista

Il frutto in termini botanici è il prodotto della modificazione dell'ovario a seguito della fecondazione. Il significato biologico del frutto è fornire protezione, nutrimento e mezzo di diffusione al seme che contiene.
Nel linguaggio comune ed in cucina, normalmente, per frutta si intendono alcuni tipi di frutti botanici, ad esempio:
- le drupe: prugne, ciliegie, mandorla, albicocche;
- l'esperidio degli agrumi: cedro, pompelmo, pomelo;
- alcune bacche o loro modificazioni, come l'uva spina, le corniole, le giuggiole, i mirtilli;
- i pomi: le cotogne, le sorbole, le nespole comuni, il nashi.

Le piante partenocarpiche generano frutti apireni, ovvero senza semi (es. diverse varietà di uva, arancia, fichi). Se il fiore non viene impollinato, si stacca dalla pianta nella zona di abscissione. La crescita dell'ovario è stimolata dall'auxina che blocca il processo di abscissione del fiore.

## Classificazione dei frutti
- Secondo la definizione "classica", il vero frutto deriva dalla sola trasformazione dell'ovario del fiore che si modifica profondamente.

Se invece i frutti non derivano esclusivamente dallo sviluppo dell'ovario, ma alla loro formazione partecipano anche altre parti del fiore, si parla più correttamente di falsi frutti.
- Secondo la proposta di Winkler invece il frutto non corrisponde necessariamente alla trasformazione di un singolo ovario, ma a quella dell'intero gineceo.

La distinzione classica, che ha ancora grande valore per l'identificazione delle piante, ha perso importanza dal punto di vista filogenetico. I frutti aggregati sono quindi considerati un unico frutto dal momento che derivano dal gineceo di un solo fiore. Altro carattere che assume importanza è la posizione dell'ovario (supera o infera) da cui il frutto è derivato. Gli ovari superi danno origine a frutti liberi, i ginecei inferi originano frutti a coppa.
Poiché si ritiene che l'ovario derivi dalla modificazione di una foglia (detta carpello) che si è richiusa su se stessa saldandosi al margine, nel frutto, che da esso deriva, si individuano diverse parti riconducibili a quelle della foglia:
- l'esocarpo che deriva dall'epidermide superiore;
- il mesocarpo che deriva dal parenchima o mesofillo;
- l'endocarpo che deriva dall'epidermide inferiore;

L'insieme dei tre strati costituisce il pericarpo o frutto e ciascuno strato può avere differente consistenza.
A parte la divisione già citata in veri frutti e falsi frutti, altre suddivisioni sono:
- frutti semplici: formati esclusivamente dall'ovario del singolo fiore (monocarpellare o pluricarpellare sincarpico).
- frutti aggregati: derivano dall'evoluzione di più pistilli posti sullo stesso ricettacolo (ovari pluricarpellari apocarpici) che rimangono uniti anche nel frutto.
- infruttescenze: derivano da evoluzioni di infiorescenze, cioè i singoli frutti derivano da pistilli di fiori diversi che formavano un'infiorescenza più o meno compatta.

I frutti semplici si dividono in due gruppi:
- frutti secchi in cui a maturità tutti gli strati hanno scarsi parenchimi e un contenuto di acqua piuttosto basso; il pericarpo può quindi essere duro, papiraceo o legnoso.
- frutti carnosi in cui la consistenza dei diversi strati è carnosa, in quanto ricchi di parenchimi che trattengono una percentuale d'acqua notevolmente alta, come ad esempio la pesca

## Tipi di frutti secchi
A seconda della modalità di liberazione dei semi si distinguono in frutti secchi deiscenti e frutti secchi indeiscenti.

### Frutti secchi deiscenti
I frutti secchi deiscenti a maturità liberano i semi aprendosi spontaneamente con differenti modalità, presentano delle zone di deiscenza sprovviste di fibra, con cellule sottili cellulosiche; tra questi frutti si trovano: 
- follicolo: deriva da un ovario monocarpellare, plurispermio, si apre lungo la linea di sutura del carpello (es: elleboro, Aquilegia).
- legume o baccello: deriva da ovario monocarpellare plurispermio, si apre in due valve su due linee opposte (sutura e dorso). È tipico della famiglia delle Leguminose.
- lomento: deriva da ovario monocarpellare plurispermio, è suddiviso in una serie di logge monosperme chiuse che possono essere anche piene di polpa a circondare il seme, si apre trasversalmente. Da alcuni viene considerato un tipo particolare di legume, detto "legume lomentaceo".
- siliqua e siliquetta: derivano da un ovario bicarpellare sincarpico con numero variabile di semi. Si apre in due valve lungo la linea di sutura delle foglie carpellari, a maturità si fendono ma non si separano completamente. Le due valve sono separate da setto persistente membranoso detto replo su cui sono inseriti i semi. Il frutto si chiama siliquetta quando è isodiametrica, siliqua quando il diametro longitudinale supera quello trasversale. Caratterizzano le Crucifere;
- capsula: deriva da un ovario pluricarpellare sincarpico polispermo; presenta vari tipi di deiscenza:
  - capsula setticida o settifraga (Digitalis, tabacco, china, colchico), che si apre lungo la linea di sutura dei carpelli;
  - capsula loculicida (Lilium, tulipano, castagno d'India), che si apre lungo la nervatura dorsale dei carpelli;
  - pisside (es. Anagallis arvensis, Hyoscyamus niger), che si apre per mezzo del distacco di un numero di denti più o meno elevato su un opercolo circolare;
  - treto, ossia capsula poricida (es. Papaver), che si apre mediante una serie di pori apicali.

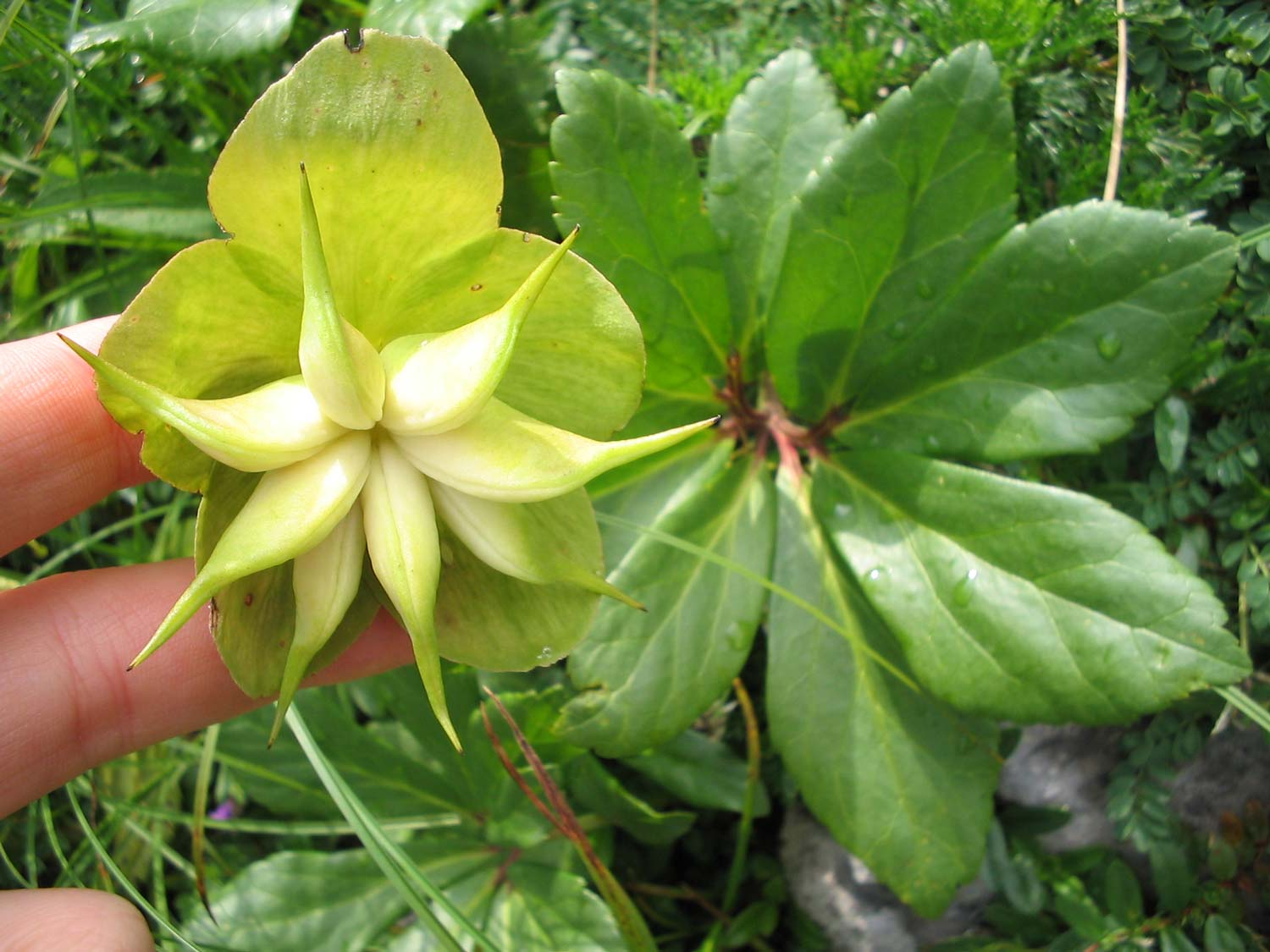
Follicolo di Helleborus niger
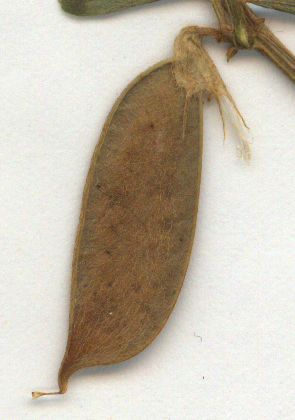
Baccello
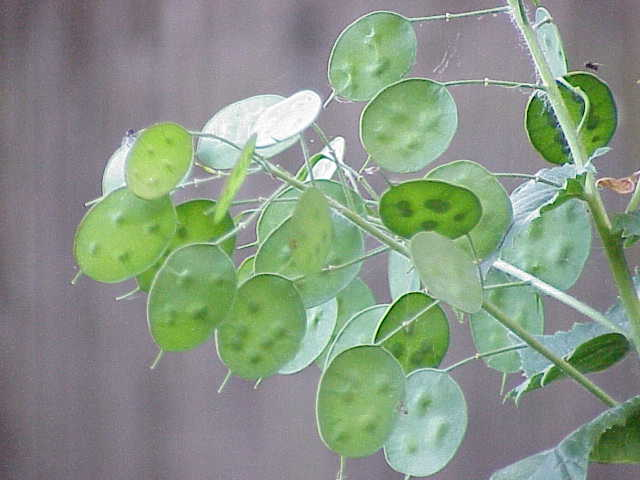
Siliquetta di Lunaria annua
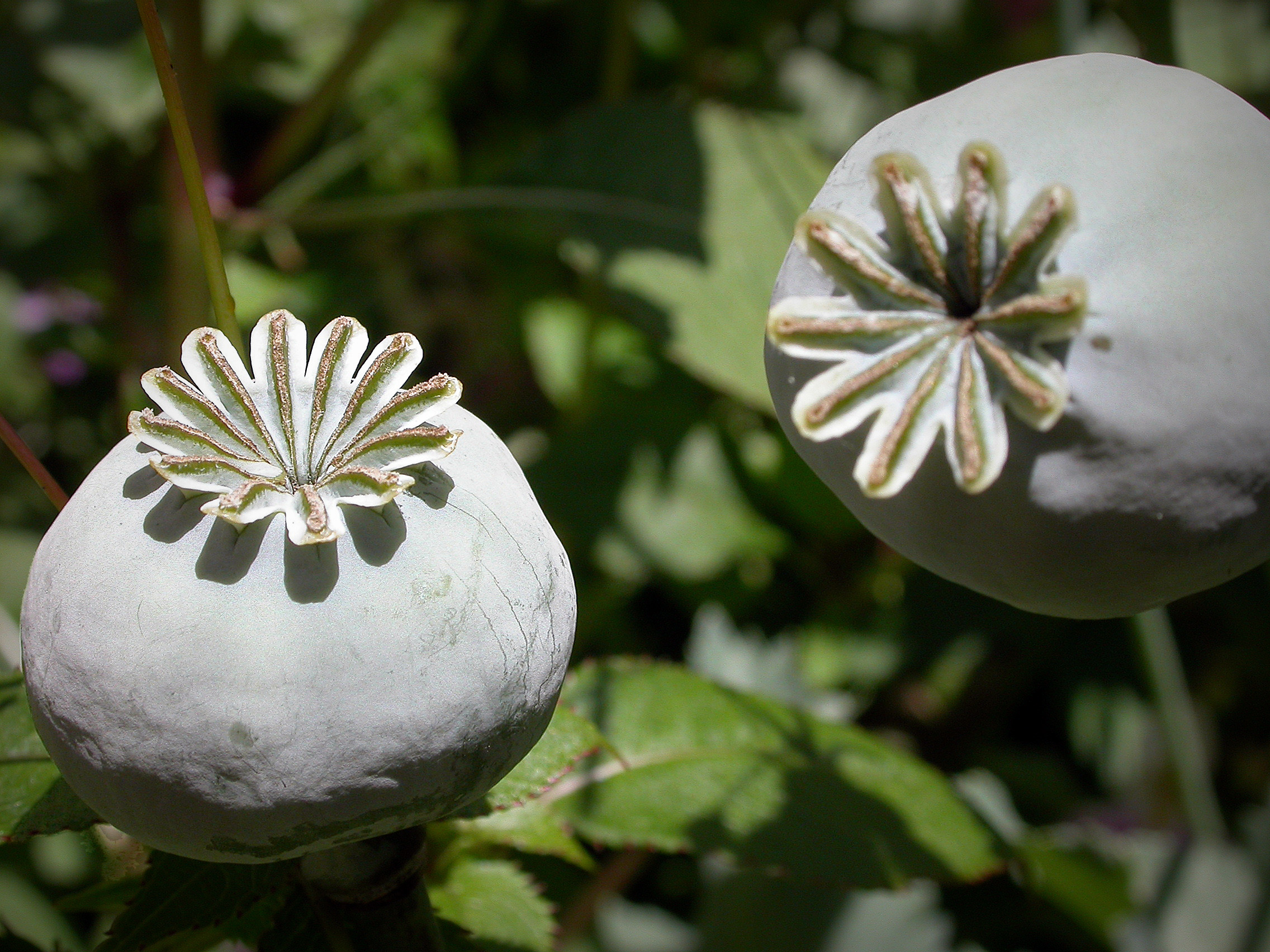
Capsula di Papaver
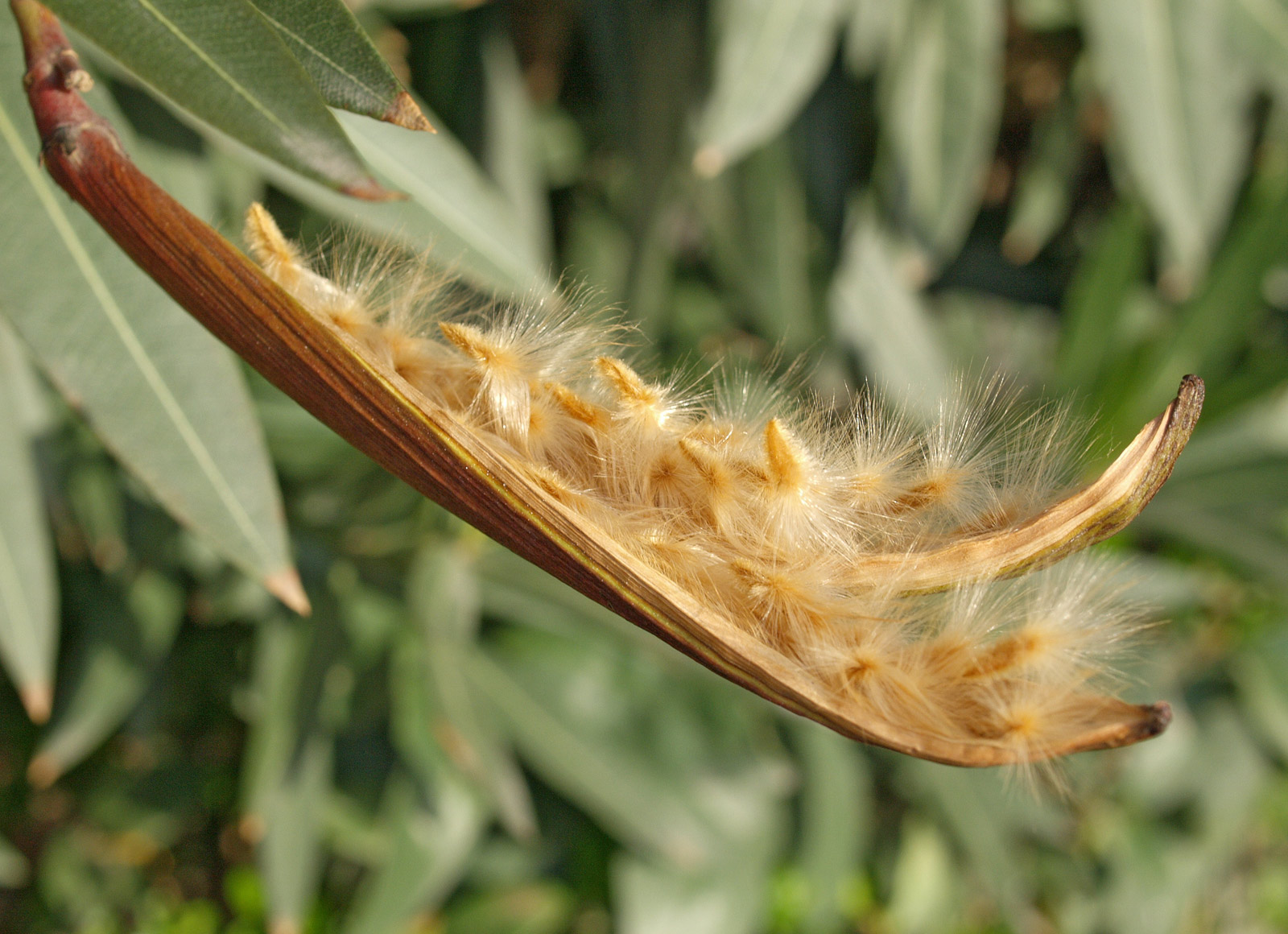
Capsule aperte di oleandro mostrano i semi piumosi
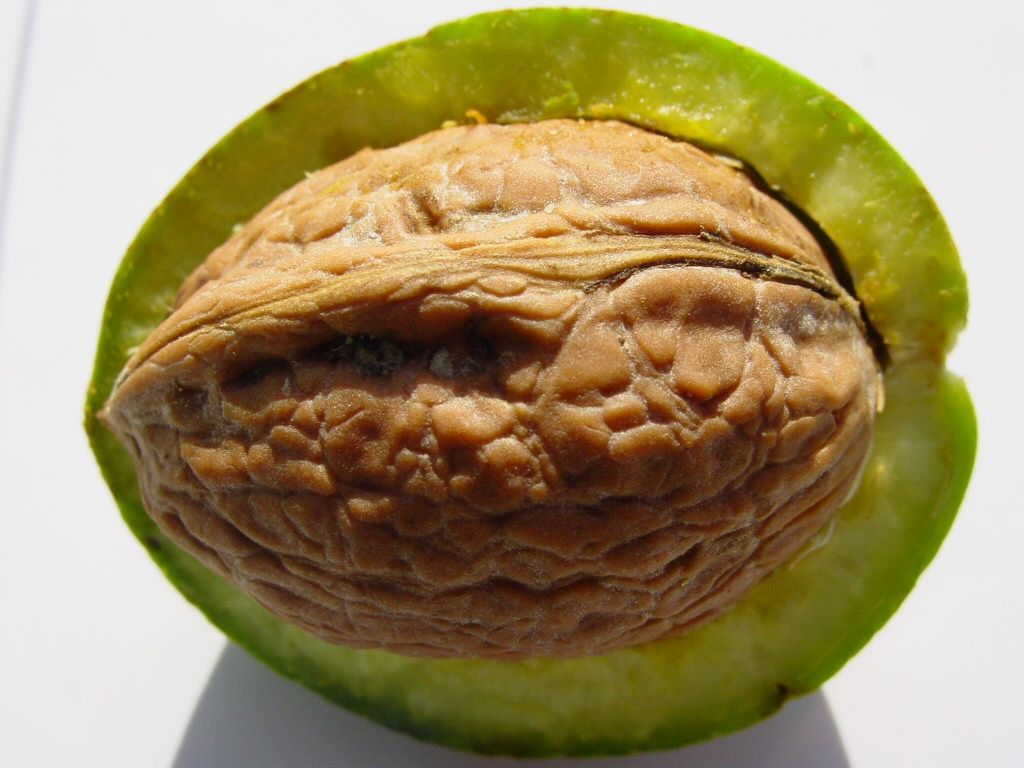
Una noce

### Frutti secchi indeiscenti
I frutti secchi indeiscenti presentano una parete completamente sclerificata, a maturità non liberano i semi che vengono ancora protetti dal pericarpo. 
Esempi: 
- achenio: deriva da un ovario monocarpellare o bicarpellare. Il pericarpo è sottile, membranoso, pergamenaceo o cuoioso, aderente ma non saldato all'episperma. Il seme è quindi lassamente aderente alla parete del frutto, quindi non del tutto libero. L'achenio può essere isolato oppure riunito a formare diacheni, tetracheni, pluriacheni. Si trova ad esempio nelle famiglie delle Fagaceae, Betulaceae, Compositae;
- samara (pronuncia: sàmara): è un tipo di achenio munito di espansioni (ali) che ne facilitano la dispersione anemocora. Il pericarpo è membranoso con espansione alare laterale (frassino) o periferica (olmo); se il frutto è formato da due samare aderenti si chiama disamara (acero);
- cariosside (pronuncia: cariòsside) frutto monospermio, deriva da un ovario pluricarpellare sincarpico con pericarpo saldato all'episperma, tipico delle Gramineae. Durante la maturazione i tegumenti del seme sono stati parzialmente digeriti o sono concresciuti con il pericarpo;
- nucula (pronuncia: nùcula): frutto monocarpico con involucro erbaceo o cuoioso (cùpola), ora aperto e squamiforme, ora chiuso e aculeato, contenente uno o più acheni (nocciòlo, castagno).

### Frutti secchi schizocarpici
Derivano da ovario pluricarpellare sincarpico pluriloculare in cui ogni loggia si disarticola per dare achenio monospermio; nel complesso forma lo schizocarpo. Il singolo achenio prende il nome di mericarpo (classificazione non considerata valida da tutti).
- diachenio, costituito da due acheni (mericarpi) contenenti un singolo seme. Si separano quando sono maturi. Alcune specie per la riproduzione lanciano i semi lontani dal carpoforo, altre hanno frutti caratterizzati da uncini che si arpionano agli animali che li sfiorano favorendone la disseminazione.[1] (Umbelliferae e Rubiaceae);
- tetrachenio (Labiatae e Boraginaceae);
- poliachenio (Malvaceae e Ranunculaceae).

## Tipi di frutti carnosi
Sono frutti con parenchimi ricchi di acqua.
Esempi:
- bacca: frutto plurisperma, deriva da ovario pluricarpellare, presenta diverse varianti (pomodoro, alloro, ossicocco, mirto, sambuco, mirtillo rosso);
- esperídio: frutto delle Rutaceae ovvero gli agrumi, presenta epicarpo con tasche lisigene, mesocarpo bianco e spugnoso, endocarpo tappezzato di peli a maturità ricchi di succo. È da alcuni considerato una bacca modificata;
- drupa: frutto con epicarpo sottile, mesocarpo carnoso, endocarpo legnoso, alcune drupe sono monosperme unicarpellari (drupacee come susina, pesca, ciliegia, albicocca), pluricarpellari (ulivo, noce), plurispermie pluricarpellari (caffè) a mesocarpo coriaceo (noce, mandorlo) o fibroso (cocco);
- pepònide: frutto tipico delle Cucurbitaceae (zucchina, zucca, cetriolo);
- balaústio  o balaústo: frutto tipico delle Punicaceae (melograno);
- cabosside: frutto del cacao;
- bacca deiscente, tipica della noce moscata (a maturità libera il seme con arillo), e del cocomero asinino (Cucurbitaceae)

## Non propriamente frutti

### Frutti composti
Sono quelli derivati da più pistilli dello stesso fiore che rimangono uniti anche nel frutto.
Esempi:
- polidrupa: deriva da tante piccole drupe inserite sul ricettacolo convesso del fiore (tipiche del genere Rubus); es. mora del rovo, lampone;
- conocarpo: deriva dal ricettacolo carnoso e convesso su cui erano inseriti numerosi ovari trasformati in achenî; es. fragola (il vero frutto è composto dagli acheni, la parte carnosa deriva dall'ingrossamento del ricettacolo fiorale).

### Infruttescenze
I singoli frutti derivano da pistilli di fiori diversi che formavano un'infiorescenza più o meno compatta.
- sorosio (pronuncia: soròsio): formato da tante false drupe originatasi dalla concrescenza dei calici carnosi (mora del gelso), da corta spiga (pseudodrupa), oppure l'ananas con asse brattee e frutti carnosi.
- siconio (pronuncia: sicònio): deriva da un ricettacolo semi- carnoso e concavo tappezzato al suo interno da fiori femminili che daranno degli acheni (frutto del fico).
- grappolo di bacche (vite)

### Falsi frutti
- pomo: deriva da un ovario pentacarpellare infero sincarpico avvolto dal ricettacolo carnoso con il quale concresce (il vero frutto è il torsolo), calice persistente.
- cinorrodo o cinorrodonte, (pronuncia: cinòrrodo): è il "frutto" del genere Rosa; è un falso frutto a coppa carnosa, derivante dal ricettacolo. I frutti sono gli acheni in esso racchiusi.
- arillo: ha la forma simile a una bacca, la polpa però non deriva dall'ingrossamento dell'ovario, ma dai tegumenti seminali.

## Nomenclatura comune e botanica
| NON PROPRIAMENTE FRUTTO | TIPO      | DESCRIZIONE                                                                                   | VERO FRUTTO                               | ESEMPIO       |
| ----------------------- | --------- | --------------------------------------------------------------------------------------------- | ----------------------------------------- | ------------- |
| Noce (parte edibile)    | Seme      | Il frutto circonda la componente edibile                                                      | Il frutto Noce (parte non edibile, drupa) | -             |
| Pomacee                 | Pomo      | Circonda il frutto                                                                            | Torsolo                                   | Mela          |
| Ananas                  | Sorosio   | Formato da tante false drupe                                                                  | Multiple false drupe                      | -             |
| Fico                    | Siconio   | Deriva da un ricettacolo semi- carnoso e concavo tappezzato al suo interno da fiori femminili | Achenio                                   | -             |
| Rubus                   | Polidrupa | Deriva da tante piccole drupe inserite sul ricettacolo convesso del fiore                     | Multiple drupe                            | Lampone, Mora |
| Fragola                 | Conocarpo | Ingrossamento del ricettacolo                                                                 | Achenio                                   | -             |

| VERO FRUTTO         | TIPO       | DESCRIZIONE                      | ESEMPIO  |
| ------------------- | ---------- | -------------------------------- | -------- |
| Pomodoro            | Bacca      |                                  |          |
| Melanzana           | Bacca      |                                  |          |
| Cetriolo            | Bacca      |                                  |          |
| Zucchina            | Peponide   |                                  |          |
| Legume (baccello)   | Baccello   | Sono edibili i semi              | Pisello  |
| Arachide (baccello) | Baccello   | Sono edibili i semi              | Arachide |
| Chicco di mais      | Cariosside | Il seme è all'interno del chicco |          |
| Chicco di frumento  | Cariosside | Il seme è all'interno del chicco |          |
| Chicco di riso      | Cariosside | Il seme è all'interno del chicco |          |